# NGC 2976
NGC 2976 (другие обозначения — UGC 5221, MCG 11-12-25, ZWG 312.23, KUG 0943+681, PGC 28120) — спиральная галактика в созвездии Большая Медведица на расстоянии 12 миллионов световых лет от Земли. Она представляет интерес для астрономов благодаря своей необычной хаотичной внутренней структуре. По сути галактика разбита на большое множество небольших скоплений, связанных нитями газа и пыли.
Этот объект входит в число перечисленных в оригинальной редакции «Нового общего каталога».
Галактика NGC 2976 входит в состав группы галактик M81. Помимо NGC 2976 в группу также входят ещё 40 галактик.

## Характеристика
Галактика почти полностью бесплодна, то есть в настоящее время звездообразование происходит только в окрестности галактического центра диаметром около 10 тысяч световых лет. Учёные предполагают, что это связано с тем фактом, что примерно 500 миллионов лет назад NGC 2976 встретилась с соседом, в результате чего потеряла почти весь газ и пыль — исходные материалы для формирования светил.